# Salpornis
Genre
Statut de conservation UICN

 LC  : Préoccupation mineure
Salpornis est un genre de passereaux de la famille des Certhiidae.

## Liste des espèces
D'après la classification de référence (version 3.4, 2013) du Congrès ornithologique international (ordre phylogénique) :
- Salpornis spilonotus – (?)
- Salpornis salvadori – (?)

## Taxinomie
À la suite des travaux de Tietze et Martens (2010), quatre sous-espèces qui étaient jusque-là considérées faire partie de Salpornis spilonotus (connu alors par son nom normalisé CINFO Grimpereau tacheté) sont séparées par le Congrès ornithologique international (version 3.4) pour former une nouvelle espèce : Salpornis salvadori.